# 冲绳县议会
冲绳县议会（日语：／ Okinawa-ken gikai）是日本冲绳县的地方立法机关。

## 概要
- 議席名額：48人
- 任期：4年
- 議長：赤嶺昇
- 副議長：仲田弘毅

### 選出方法
以縣内各市町村為選舉區的中選區制（不可轉移單票制）与小選區制（適用於只選出一人的選舉區）构成。（但2016年縣議會選區已不存在只選出一人的選舉區，故現在全部為中選區制。）

### 事務局
事務局负责议事安排。
- 总务课
- 議事課
- 政務調査課

## 历史
2014年11月16日，第12届沖繩縣知事选举中，由社民、共產、社大、生活、新风会支持的翁長雄志当选。结束了由自民、公明两党长期执政冲绳县的历史。

## 县议会党团
| 党团名称           | 議員数 | 政党                               |
| ------------------ | ------ | ---------------------------------- |
| 沖繩・自民党       | 19     | 自由民主党                         |
| てぃーだ平和ネット | 8      | 社会民主党、沖繩社會大眾黨、無黨籍 |
| 日本共産党         | 7      | 日本共產黨                         |
| おきなわ南風       | 4      | 无党籍                             |
| 公明党             | 2      | 公明黨                             |
| 無所屬之會         | 2      | 日本維新會                         |
| 無黨籍             | 2      |                                    |
| 計                 | 48     | 来源：                             |

## 选区
| 选举区                 | 员额数 |
| ---------------------- | ------ |
| 那霸市・南部離島选举区 | 11     |
| 沖縄市选举区           | 5      |
| 宇流麻市选举区         | 4      |
| 浦添市选举区           | 4      |
| 宜野湾市选举区         | 3      |
| 名護市选举区           | 2      |
| 宮古島市选举区         | 2      |
| 糸滿市选举区           | 2      |
| 豊見城市选举区         | 2      |
| 石垣市选举区           | 2      |
| 南城市・島尻郡选举区   | 4      |
| 中頭郡选举区           | 5      |
| 国頭郡选举区           | 2      |
| 計                     | 48     |

## 议会结构

### 正副議長
- 議長：赤嶺昇
- 副議長：仲田弘毅

### 常设委員会
| 委員会   | 委員数 | 委員長                     | 副委員長               |
| -------- | ------ | -------------------------- | ---------------------- |
| 总务计划 | 13     | 又吉清義（自民）           | 島尻忠明（自民）       |
| 经济劳动 | 12     | 西銘啓史郎（自民）         | 大城憲幸（無所属之会） |
| 文教保障 | 11     | 末松文信（自民）           | 石原朝子（自民）       |
| 土木环境 | 11     | 瑞慶覧功（てぃーだネット） | 下地康教（自民）       |
| 议会运作 | 13     | 當間盛夫（無所属之会）     | 座波一（自民）         |
|          | 来源： |                            |                        |

## 選挙結果

### 2008年
| 2008年沖縄県議会議員選挙 |        |        |        |
| 执政党                   | 执政党 | 在野党 | 在野党 |
| 自民                     | 16     | 社民   | 5      |
| 公明                     | 3      | 共産   | 5      |
|                          |        | 民主   | 4      |
| 社大                     | 2      |        |        |
| 政黨創造                 | 1      |        |        |
| 結之會                   | 3      |        |        |
| 無所属                   | 3      | 無所属 | 6      |
| 22                       | 22     | 26     | 26     |
| 投票率：57.82%           |        |        |        |

### 2012年
| 2012年沖縄県議会議員選挙 |        |        |        |
| 执政党                   | 执政党 | 在野党 | 在野党 |
| 自民                     | 13     | 社民   | 6      |
| 公明                     | 3      | 共産   | 5      |
|                          |        | 社大   | 3      |
| 民主                     | 1      |        |        |
| 政黨創造                 | 1      |        |        |
| 國民新黨                 | 1      |        |        |
| 無所属                   | 5      | 無所属 | 10     |
| 21                       | 21     | 27     | 27     |
| 投票率：52.49%           |        |        |        |

### 2016年
| 2016年沖縄県議会議員選挙 |        |        |        |
| 执政党                   | 执政党 | 在野党 | 在野党 |
| 社民                     | 6      | 自民   | 14     |
| 共産                     | 6      | 公明   | 4      |
| 社大                     | 3      |        |        |
| 無所属                   | 12     | 無所属 | 1      |
| 27                       | 27     | 19     | 19     |
| 投票率：53.31%           |        |        |        |

## 歷任議長、副議長

### 歷任議長

#### 第一次置縣
1. 高嶺朝教 1909年6月28日-1912年5月20日
2. 仲吉朝助 1912年8月20日-1913年5月10日、1913年11月12日-1916年7月14日
3. 伊江朝助 1916年11月25日-1917年5月10日
4. 高良隣德 1917年11月15日-1919年3月25日
5. 仲田德三（日语：仲田徳三） 1919年6月10日-1920年5月10日
6. 神谷夏吉 1920年11月26日-1921年5月10日
7. 大城幸之一（日语：大城幸之一） 1921年6月21日-1925年5月10日
8. 平良真順 1925年6月22日-1929年5月10日、1929年7月2日-1933年5月10日
9. 盛島明長（日语：盛島明長） 1933年6月21日-1936年2月24日
10. 上間德之助 1936年12月4日-1937年5月
11. 嵩原安佐 1937年7月7日-1942年
12. 新垣登太 1942年6月10日-1945年

#### 第二次置縣
1. 星克 1972年5月15日-1972年6月24日
2. 平良幸市 1972年7月7日-1976年2月28日（辭職）
3. 知花英夫 1976年2月28日-1976年6月24日、1976年7月2日-1978年11月15日
4. 大田昌知 1978年12月19日-1980年6月24日、1980年6月28日-1984年6月24日
5. 志村惠 1984年6月28日-1988年6月24日
6. 平良一男 1988年6月28日-1992年6月24日
7. 儀間光男（日语：儀間光男） 1992年6月26日-1994年12月28日（辭職）
8. 嘉數知賢（日语：嘉数知賢） 1994年12月28日-1996年6月24日
9. 友寄信助 1996年6月28日-2000年6月24日
10. 伊良皆高吉 2000年6月25日-2004年6月24日
11. 外間盛善 2004年6月29日-2006年6月21日（辭職）
12. 仲里利信 2006年6月21日-2008年6月24日
13. 髙嶺善伸 2008年6月26日-2012年6月24日
14. 喜納昌春（日语：喜納昌春） 2012年6月26日-2016年6月24日
15. 新里米吉 2016年6月28日-2020年6月24日（2019年7月1日-2020年6月24日由假議長狩俣信子代行職權）
16. 赤嶺昇 2020年6月30日-

### 歷任副議長

#### 第一次置縣
1. 玉那霸重善 1909年6月28日-1912年2月28日
2. 大濱用要 1912年11月25日-1913年5月10日
3. 太田朝敷 1913年11月12日-1916年5月
4. 知念堅輝 1916年11月25日-1917年5月10日
5. 仲田德三（日语：仲田徳三） 1917年11月15日-1919年6月10日
6. 大城龜作 1919年6月10日-1921年5月10日
7. 盛島明長（日语：盛島明長） 1921年6月21日-1925年5月10日、1925年6月22日-1929年5月10日
8. 前上門昇 1929年7月2日-1933年5月10日
9. 平田吉作 1933年6月21日-1937年5月
10. 屋比久孟德 1937年7月7日-1942年
11. 西原雅一 1942年6月10日-1943年
12. 伊禮正幸 1943年6月29日-1945年

#### 第二次置縣
1. 伊藝德一 1972年5月15日-1972年6月24日
2. 古堅實吉（日语：古堅実吉） 1972年7月7日-1976年6月24日
3. 崎濱盛永 1976年7月2日-1978年12月19日（辭職）
4. 與座康信 1978年12月19日-1980年6月24日
5. 小橋川朝藏 1980年6月28日-1982年6月10日（辭職）
6. 平良一男 1982年6月10日-1984年6月24日
7. 砂川武雄 1984年6月28日-1987年6月26日（辭職）
8. 村山盛信 1987年6月26日-1988年6月24日
9. 金城重正 1988年6月28日-1990年6月26日（辭職）
10. 照屋忠英 1990年6月26日-1992年6月24日
11. 崎濱秀三 1992年6月26日-1994年12月28日（辭職）
12. 中根章 1994年12月28日-1996年6月24日
13. 外間盛善 1996年6月28日-2000年6月24日
14. 高良政彦 2000年6月25日-2004年6月24日
15. 新垣哲司 2004年6月29日-2006年6月21日（辭職）
16. 具志孝助 2006年6月21日-2008年6月24日
17. 玉城義和 2008年6月26日-2012年6月24日
18. 浦崎唯昭 2012年6月26日-2014年7月15日（辭職）
19. 翁長政俊 2014年7月15日-2016年6月24日
20. 赤嶺昇 2016年6月28日-2020年6月24日
21. 仲田弘毅 2020年6月30日-

## 主要議員出身人物

### 国会議員(現任)
- 國場幸之助(自由民主党衆議院議員)
- 照屋寬德(社会民主党衆議院議員)
- 仲里利信(无党籍衆議院議員)
- 西銘恒三郎(自由民主党衆議院議員)
- 糸数庆子(沖縄社会大衆党参議院議員)
- 伊波洋一(无党籍参議院議員、原宜野湾市長)
- 儀間光男(日本維新會参議院議員、原浦添市長)

### 国会議員(曾任)
- 安次富修(自由民主党原衆議院議員、原宜野湾市議会議員)
- 嘉数知賢(自由民主党原衆議院議員)
- 古堅實吉(日本共産党原衆議院議員)
- 仲村正治(自由民主党原衆議院議員、原那覇市議会議員)
- 島袋宗康(沖縄社会大衆党原参議院議員、原那覇市議会議員)

### 其他
- 翁長雄志(沖繩縣知事、原那覇市長)
- 佐喜眞淳(宜野湾市長)
- 新川秀清(原沖縄市長)
- 翁長助裕(原沖縄県副知事)
- 瑞慶覽長方(植物学者)

## 脚注
1. ↑  . 沖縄県議会.   [2022-08-26]. （原始内容存档于2023-04-16）.
2. ↑  . 沖縄県議会.   [2022-08-26]. （原始内容存档于2023-04-19）.
3. ↑  . 沖縄タイムス＋プラス.   [2022-07-02]. （原始内容存档于2022-04-06） （日语）.

## 外部鏈結
- 冲绳县议会（页面存档备份，存于）